# Arctostaphylos viscida
Arctostaphylos viscida is een plant uit de heidefamilie (Ericaceae). Zoals de andere manzanitasoorten komt deze soort in de chaparralgebieden en gematigde naaldbossen in het westen van Noord-Amerika voor. De soort is endemisch in de Verenigde Staten, waar deze voorkomt in de staten Californië en Oregon.
In het Engels wordt de plant doorgaans Whiteleaf manzanita of Sticky manzanita genoemd.

## Beschrijving
A. viscida is een boomachtige struik die tot 5 meter hoog wordt. De bladeren zijn rond of ovaal en meestal grauw groen met kleine tandjes of haartjes langs de randen. In de bloei draagt Arctostaphylos viscida witte of lichtroze bloempjes in de vorm van een urne. De vruchten zijn helderrood of groen-bruinig en tussen een halve centimeter en een centimeter breed.
De Miwok-indianen uit Noord-Californië gebruikten de vruchten van de plant om cider mee te maken.